# Szváziföld az 1972. évi nyári olimpiai játékokon
Szváziföld az NSZK-beli Münchenben megrendezett 1972. évi nyári olimpiai játékok egyik részt vevő nemzete volt. Az országot az olimpián 2 sportágban 2 sportoló képviselte, akik érmet nem szereztek. Szváziföld első alkalommal vett részt az olimpiai játékokon.

## Atlétika
Férfi
| Versenyző      | Versenyszám | Előfutam      | Előfutam      | Előfutam      | Döntő   | Döntő    |
| Versenyző      | Versenyszám | Idő           | Hely.         | Össz.         | Idő     | Helyezés |
| -------------- | ----------- | ------------- | ------------- | ------------- | ------- | -------- |
| Richard Mabuza | 10 000 m    | nem ért célba | nem ért célba | nem ért célba | kiesett | kiesett  |
| Richard Mabuza | Maraton     |               |               |               | 2:20:39 | 17.      |

## Sportlövészet
Nyílt
| Versenyző       | Versenyszám | Pont    | Helyezés |
| --------------- | ----------- | ------- | -------- |
| Philip Serjeant | Trap        | 122     | 57.      |
| Philip Serjeant | Skeet       | feladta | feladta  |